# Oryza coarctata
Espèce
Oryza coarctata est une espèce de plantes monocotylédones de la famille des Poaceae, sous-famille des Oryzoideae, originaire de l'Inde eu du Bangladesh. 
Ce sont des plantes herbacées vivaces stolonifères, aux tiges (chaumes) décombantes, pouvant atteindre 90 cm de long.
Oryza coarctata, qui se rencontre sur les rives de rivières côtières, est une espèce très résistante au sel, qui peut supporter des submersions d'eau salée assez longues, à des taux allant jusqu'à 20 à 40 dSm-1 (conductivité électrique).

## Synonymes
Selon Catalogue of Life (28 avril 2017) :
- Indoryza coarctata (Roxb.) A.N.Henry & B.Roy
- Oryza triticoides Griff.
- Porteresia coarctata (Roxb.) Tateoka
- Sclerophyllum coarctatum (Roxb.) Griff.